# Szlovákia világörökségi helyszínei
Szlovákia területéről eddig nyolc helyszín került fel a világörökségi listára, valamint tizenkét helyszín a javaslati listán várakozik a felvételre.
| | Vlkolinec |
| 1993 |           |
| Kulturális (IV)(V) |           |
| Védett terület: 7,9 ha, puffer zóna: 320,7 ha, hivatkozás: 622 |           |
| A Szlovákia középső részén fekvő 45 parasztházból álló Vlkolinec egy hagyományos kelet-európai falu, amelynek 19. századi házai és egyéb épületei meglepően jó állapotban vannak. A falut ma is lakják, de egyben szabadtéri múzeum is. A település több száz éves 14. századi források is említik. Mai megjelenése is közel állhat középkori képéhez, a környező földparcellák ma is őrzik a feudális Európa nagy részére jellemző keskeny alakjukat. Itt található a szlovák hegyi falvakra jellemző gerendaházak legnagyobb megmaradt együttese. A faszerkezetű házakat kőalapra építették, a rönkfalakat agyaggal fedték, a tetőt fazsindely borítja. Csak a nappali szoba padlója készült fából. A keskeny portákon az utcafronton áll a ház, mögötte kapott helyet az istálló, a csűr és a többi kiegészítő épület. A település neve a „vlk” - farkas – szlovák szóból származik, egyes vélemények szerint egy 1630-ban kelt rendelet miatt, ami farkasvermek ásását írta elő a lakosoknak. |           |

| | Selmecbánya |
| 1993 |             |
| Kulturális (IV)(V) |             |
| Védett terület: 20,63 ha, puffer zóna: 62,12 ha, hivatkozás: 618 |             |
| Selmecbánya környékén már a történelem előtti időkben is bányásztak aranyat és ezüstöt. A település Szlovákia legrégebbi bányavárosa, 1275-ös várospecsétjén a ma ismert legkorábbi bányászembléma látható. A 14-16. században itt működött a Magyar Királyság legjelentősebb bányája. A 15. században a település köré védműállásokat alakítottak ki, és újjáépítették a plébániatemplomot is. Fő látványosságát az Óvárat a 16. században az ott álló gótikus templom erődítésével alakították ki. Néhány házat a Szentháromság-tér közelében reneszánsz és barokk stílusban palotává építették át. A 17. század első harmadában kezdtek lőport használni a bányajáratok szélesítésére, egy évszázaddal később már gőzgép szivattyúzta ki a vizet a tárnákból. Ekkorra Selmecbánya már a Habsburg Birodalom legfontosabb nemesfémbányája volt. 1735-ben bányászakadémiát alapítottak a városban és Európa számos vezető mérnöke és kohásza is dolgozott a településen. Az akadémia 1918-ig működött majd a bányákkal együtt ezt is bezárták. |             |

| | Lőcse, Szepes vára és a kapcsolódó műemlékek |
| 1993, kiterjesztés: 2009 |                                              |
| Kulturális (IV) |                                              |
| Védett terület: 1 351,22 ha, puffer zóna: 12 580,67 ha, hivatkozás: 620 |                                              |
| A helyszínhez eredetileg Szepesi vár, Szepeshely, Szepesváralja és Zsigra temploma tartozott, majd 2009-ben Lőcse történelmi központjával és Lőcsei Pál Szepességben található alkotásaival bővítette ki. A szepesi várat egy korábbi szláv erőd maradványaira építették a 13. században. Ekkor alapították a várdomb lábánál fekvő Szepesváralját is. A vár Szlovákia legnagyobb vára, román és gótikus stílusban épült, fő részei a vártorony, az udvar, két belső fal erődített kapukkal, a külső fal, a főbejárat a romos őrségi szállásokkal és a kaputorony. Szepesváralja templomát a tatárjárás után újjáépítették, a város szerkezete a 14. században alakult ki, majd a 15. században kibővítették. A helyszínhez tartozó településeken értékes építészeti emlékek maradtak fenn, köztük egy barokk kolostor és reneszánsz épületek. Jelentős emlék Zsigra kora gótikus Szentlélek-temploma is. Lőcse városa a 13. században kezdett kialakulni, 1249-ben említik először az írásos források. Román stílusban elkezdett, majd gótikus stílusban befejezett Szent Jakab-templomában található a világ legmagasabb (19 méter magas) gótikus faoltára, Lőcsei Pál alkotása a 16. század elejéről. |                                              |

| | Az Aggteleki-karszt és a Szlovák-karszt barlangjai |
| Magyarország és Szlovákia közös világörökségi helyszíne |                                                    |
| 1995, kiterjesztés: 2000 |                                                    |
| Természeti(VIII) |                                                    |
| Védett terület: 56 650,6 ha, puffer zóna: 86 797,30 ha, hivatkozás: 725 |                                                    |
| Az Aggteleki- és Szlovák-karszt barlangjai Magyarország és Szlovákia közös világörökségi helyszíne. A két ország határvidékén található kiterjedt barlangrendszerben eddig 712 barlangot tártak fel. A jellegzetes mérsékelt övi karsztrendszerben egy jéggel teli szakadék is található ami, tengerszint feletti magasságát figyelembe véve egyedülálló Európában. A barlangban nagyméretű sztalaktitok és sztalagmitok alakultak ki és több tízmillió év történetét lehet a helyszínen tanulmányozni. Megkövült állatmaradványok (fosszíliák) is előkerültek, és a barlangokban lakó kőkori emberekről is találtak bizonyítékokat. A barlangrendszer egy része látogatható, legfőbb látványosság a Baradla-barlang hatalmas álló és függő cseppköveivel. A második legnagyobb (Béke) barlangot 1965-ben gyógybarlanggá nyilvánították, légzőszervi megbetegedésben szenvedőket gyógyítanak benne. A Szlovák-karszt egyik látványos eleme a Dévényfalvi Szabadság-barlang. |                                                    |

| | Bártfa |
| 2000 |        |
| Kulturális (III)(IV) |        |
| Védett terület: 23,6 ha, puffer zóna: 12,83 ha, hivatkozás: 973 |        |
| Bártfa falakkal megerősített városmagja máig a középkori kereskedővárosok hangulatát idézi. I. (Nagy) Lajos király a 14. században emelte szabad királyi városi rangra, virágkorát a 15-16. században élte. Az Északkelet-Szlovákiában a Tapoly folyó partján fekvő település a Lengyelország felé vezető egykori kereskedelmi útvonal egyik állomása volt. Alaprajza elnyújtott téglalap alakú és rácsos szerkezetű. Központjában szépen megőrződött a 14. században kialakult négyszögletes piactere, amelyet három oldalról keskeny homlokzatú 16. századi polgárházak vesznek körbe. Középen áll a gótikus városháza egy reneszánsz lépcsővel, a tér negyedik oldalán pedig a 15. század második felében elkészült Szent Egyed-templom a városi iskolával. A 18. századtól megemelkedett a szlovák és haszid zsidó betelepülők száma, és egy 1725-1747 között épített látványos zsinagóga körül egy zsidónegyed alakult ki. A negyedben több fürdő, egy kóser mészárszék és egy ma iskolaként használt imaház is áll. |        |

| | A Kárpátok és más európai régiók ősbükkösei |
| Albánia, Ausztria, Belgium, Bosznia-Hercegovina, Bulgária, Csehország, Észak-Macedónia, Franciaország, Horvátország, Lengyelország, Németország, Olaszország, Románia, Svájc, Szlovákia, Szlovénia, Spanyolország és Ukrajna közös világörökségi helyszíne |                                             |
| 2007 (szlovákiai helyszínek), kiterjesztés: 2011, 2017, 2021 |                                             |
| Természeti (IX) |                                             |
| Védett terület: 92 023,24 ha, puffer zóna: 253 815,38 ha, hivatkozás: 1133 |                                             |
| Ez a határokon átnyúló, többször kiterjesztett helyszín Európa legnagyobb kiterjedésű ősbükköse, jelenleg 18 ország közös világörökségi helyszíne és összesen 94 védett területből áll. Kezdetben az Északkeleti-Kárpátok déli lejtőin, Szlovákia keleti részén és Ukrajnában található védett területhez összesen 10 természetvédelmi körzet tartozott, ezek közül hat Ukrajnában négy pedig Szlovákiában található. Ezek a védett területek egy 185 kilométer hosszú tengelyen fekszenek, tengerszint feletti magasságuk 210 és 1700 méter között váltakozik. A teljes védett övezet eredetileg háromszáz négyzetkilométert foglalt el, majd 2011-ben a helyszínt öt újabb, Németországban található bükkerdővel egészítették ki. A következő kiterjesztés óta, 2017-től a helyszínhez tartoznak mediterrán területek, az Alpok, a Dinári-hegység és a Pireneusok ősbükkösei is. Az utolsó, 2021-es kiterjesztés során bosznia-hercegovinai, csehországi, észak-macedóniai, franciaországi, lengyelországi és svájci bükkösök kerültek a világörökségi listára. Az ősbükkösöben találhatók a világ legmagasabb és legöregebb bükkfái, és megfigyelhető a bükkerdők fejlődésének valamennyi fázisa. A Kárpátokban őshonos bükkfa a Dinári-hegység mellett csak ezeken a területeken vészelte át a jégkorszakot, majd egy rövid, néhány ezer éves időszak alatt elterjedt az egész kontinensen. Az őserdők a bükkfák felbecsülhetetlen értékű genetikai tárházai. A fák mellett található ökoszisztéma magán viseli a jégkorszak utáni élővilág valamennyi jellegzetességét, gazdag növény és állatvilágnak, köztük több védett fajnak nyújt életteret. |                                             |

| | A szlovákiai Kárpátok fatemplomai |
| 2008 |                                   |
| Kulturális (III)(IV) |                                   |
| Védett terület: 2,56 ha, puffer zóna: 90,41 ha, hivatkozás: 1273 |                                   |
| A helyszínhez nyolc, a 16. és a 18. század között épült fatemplom tartozik. A Kárpátok északnyugati nyúlványainál elszigetelt településeken álló épületek közül kettő római katolikus három protestáns és másik három ortodox templom. A latin és bizánci kultúra találkozási pontján álló épületek bizonyítják, hogy a különböző felekezetű népcsoportok évszázadokon keresztül megfértek egymás mellett. Különböző vallási gyakorlatuk miatt a az épületek alaprajza, belső térelosztása és külső megjelenése eltér egymástól. Felismerhetőek rajtuk az adott korban megjelent művészi irányzatok, amelyeket a helyi hagyományokkal ötvöztek. Hervató és Turdossin két katolikus temploma gótikus stílusban épült a 16. század elején. Lestin (1688), Késmárk (1687), Garamszeg (1726) evangélikus templomai úgynevezett „tagolt” épületek. A három görög katolikus templom Rózsadomb (1658), Oroszsebes (1720-30), Ladomer (1742) településeken épült. Minden templom belsejét falfestményekkel, freskókkal és értékes tárgyakkal díszítették. |                                   |

| | A Római Birodalom dunai limese |
| Ausztria, Németország, Szlovákia közös világörökségi helyszíne |                                |
| 2021 |                                |
| Kulturális (II)(III)(IV) |                                |
| Védett terület: 1670,64 ha, puffer zóna: 1074,67 ha, Hivatkozás: 1608 |                                |
| A dunai limes egy csaknem hatszáz kilométer hosszú határszakasz volt a Duna mentén, a teljes Római Birodalmat körbefogó határrendszer egy része, az európai területek középső határszakasza a barbárok ellen. A Duna az első századtól kezdve körülbelül négyszáz éven keresztül természetes határként is funkcionált, a katonai infrastruktúra legionárius erődökből, kisebb erődítményekből, őrtornyokból, a hozzájuk tartozó kisegítő építményekből, átmeneti katonai táborokból és civil épületegyüttesekből állt, amelyek egymástól szabálytalan távolságra szóródtak szét a Duna mellett. Maga a folyó a Római Birodalomhoz tartozott és fontos katonai és áruszállítási útvonal is volt. A limes fejlődését a 2. század második felében és a 3. század közepén a háborúk lelassították, majd az utánuk következő békésebb időszakokban újból gyorsabb fejlődésnek indult. Ez a határszakasz nem egy átjárhatatlan határ volt, így elősegítette a különböző kultúrák közötti kapcsolattartást. A helyszín egyes elemei ma is álló épületek vagy épületrészek, más darabjai csak a régészeti kutatások után lett látható. Általánosságban jó állapotban maradtak meg, konzerválásuk folyamatban van. Némelyiket a középkorban vagy később újabb épületstruktúrákkal vettek körül.Szlovákiai helyszínek: Oroszvár (Gerulata), Izsa (Celemantia). |                                |